# Drugie oblężenie Carlisle
Drugie oblężenie Carlisle – oblężenie, które miało miejsce półtora miesiąca po pierwszym, tj. 21–30 grudnia 1745 w czasie Drugiej Wielkiej Rebelii.
Kontynuując marsz na północ na kwatery zimowe, książę Karol pozostawił niewielki garnizon w sile 400 ludzi- tzw. Regiment Manchesterski i odszedł z resztą sił do Szkocji.
Maszerujący za Szkotami książę Cumberland dotarł pod Carlisle 21 grudnia i rozpoczął oblężenie.
Garnizon Jakobitów, pomimo znacznej przewagi wroga, mężnie się bronił i dopiero 30 grudnia zdecydował się pertraktować wydanie miasta i zamku w ręce Brytyjczyków. W odpowiedzi książę Cumberland stwierdził, że jedyne co może zagwarantować to to, że buntownicy nie zginą natychmiast, lecz zostaną wydani na łaskę królewską.

## "Królewska łaska"
Poddający się Jakobici zostali aresztowani i uwięzieni w lochach zamku Carlisle bez jedzenia i wody. Część oficerów uznano za zdrajców stanu i wysłano do Londynu, gdzie zostali powieszeni i poćwiartowani.
Mówi się, że było to ostatnie oblężenie na angielskiej ziemi.